# Sudoeste de Inglaterra (distrito electoral del Parlamento Europeo)
El Sudoeste de Inglaterra (en inglés: South East England) fue una circunscripción electoral del Parlamento Europeo. Actualmente, elige a siete Miembros del Parlamento Europeo utilizando el sistema d'Hondt del escrutinio proporcional plurinominal.

## Límites
La circunscripción comprende a la región del Sudoeste de Inglaterra y, desde las elecciones europeas del 2004, el territorio británico de ultramar de Gibraltar.
- Datos: Q2973373